# Отто-ле-Баг
Отто́-ле-Баг (фр. Hottot-les-Bagues) — коммуна во Франции, находится в регионе Нижняя Нормандия. Департамент коммуны — Кальвадос. Входит в состав кантона Комон-л’Эванте. Округ коммуны — Байё.
Код INSEE коммуны — 14336.

## Население
Население коммуны на 2010 год составляло 484 человека.
| 1962 | 1968 | 1975 | 1982 | 1990 | 1999 | 2010 |
| ---- | ---- | ---- | ---- | ---- | ---- | ---- |
| 333  | 323  | 356  | 370  | 406  | 470  | 484  |

## Экономика
В 2010 году среди 313 человек трудоспособного возраста (15—64 лет) 246 были экономически активными, 67 — неактивными (показатель активности — 78,6 %, в 1999 году было 67,0 %). Из 246 активных жителей работали 229 человек (120 мужчин и 109 женщин), безработных было 17 (10 мужчин и 7 женщин). Среди 67 неактивных 28 человек были учениками или студентами, 23 — пенсионерами, 16 были неактивными по другим причинам.